# Kisköre
Kisköre è una città di 3.095 abitanti situata nella contea di Heves, nell'Ungheria settentrionale.